# Delias bobaga
Delias bobaga is een vlindersoort uit de familie van de Pieridae (witjes), onderfamilie Pierinae.
Delias bobaga werd in 1996 beschreven door van Mastrigt.